# خوزه بنیتو
خوزه بنیتو (انگلیسی: Chema؛ زادهٔ ۳ مارس ۱۹۹۲) بازیکن فوتبال اهل اسپانیا است که برای ایبار بازی می‌کند. او عمدتاً در پست مدافع میانی بازی می‌کند ولی می‌تواند در پست دفاع چپ نیز بازی کند.